# 어느 기술자의 엄지손가락
《어느 기술자의 엄지손가락》(The Adventure of the Engineer’s Thumb)은 아서 코넌 도일의 56개 셜록 홈즈 단편 소설중 하나이며, 단편집 《셜록 홈즈의 모험》의 아홉 번째 작품이다. 이 작품은 1892년 3월 스트랜드 잡지(Strand Magazine)에 처음으로 발표되었다.

## 줄거리

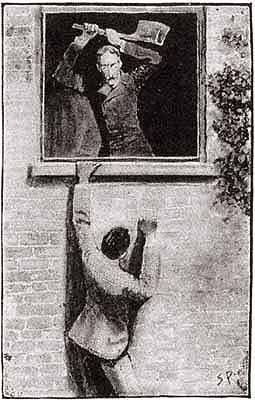
엄지손가락을 잃은 해서리

1889년 영국의 젊은 유압 기술자인 빅터 해서리는 전날 밤에 겪은 일을 왓슨에게 얘기하고, 왓슨은 해서리의 잘려나간 엄지손가락 부분을 치료하고 홈즈에게 데려간다.
해서리의 사무실로 스타크 대령이라고 자신을 소개한 사람이 찾아온다. 그는 해서리에게 시골집의 유압 프레스가 어디가 고장인지 검사해 달라고 한다. 대령은 집 지하의 백토를 채취하기 위해 유압 프레스를 사용한다며 해서리에게 비밀을 지킬 것을 요구하고 보수로 50기니를 제안한다. 해서리는 찜찜한 기분이 들었지만 사업을 시작한지 얼마 안되었고 요즘 벌이도 신동치 않아 그 제안을 받아들인다.
밤 늦게 약속한 기차역에 도착한 해서리를 스타크 대령이 마중나와 그가 유압 프레스를 검사할 집으로 상당한 거리를 이동한다. (실제로 집은 역에서 매우 가까운 거리였으며, 해서리를 속이기 위해 마차는 빙빙 돌아 간 것이다.) 해서리는 50기니에 마음을 빼앗겨 그 집의 여인이 도망가라고 했을 때도 말을 듣지 않는다. 해서리는 유압 프레스를 검사하고 수리할 곳을 대령에게 알려준다. 해서리가 좀 더 조사해 보니 그 유압 프레스는 백토 추출을 위한 것이 아니었음을 알아차린다. 해서리는 유압 프레스에 깔려 죽기전에 탈출하여 건물의 창문에서 뛰어내려 도망친다. 그 와중에 스타크 대령에게 자신의 엄지손가락을 잃는다.
홈즈는 사건의 내막을 알아차리고 스타크와 그의 공범들이 돈을 위조한다는 사실을 알아내지만, 홈즈와 왓슨, 그리고 경찰이 그 집에 들이닥쳤을 때는 너무 늦었다. 그 집을 불에 타고 있었고, 범인들은 이미 도망친 후였다. 해서리를 죽이기 위해 작동시킨 유압 프레스는 해서리의 등불이 부서지며 화재가 발생했고, 집까지 불이 옮겨 붙었다.
이 사건은 홈즈가 범인을 놓친 몇 안되는 사건중 하나이다.